# Jean Libon
Jean Libon est un auteur-réalisateur belge de films et de documentaires.
Il est le créateur avec Marco Lamensch du magazine de télévision franco-belge Strip-tease, diffusé sur la RTBF de 1985 à 2012 et sur France 3 de 1992 à 2012. Un concept inspiré du cinéma direct qu’il a fait revenir en 2018 sur le grand écran.

## Biographie

### Famille
Petit-fils et fils de cheminots, Jean Libon est né le 17 septembre 1946 à Antheit (Région wallonne). Marié et père de 2 enfants, il vit en Belgique.

### Formation
Jean Libon est diplômé de l’institut Arts de Diffusion (IAD - Louvain-la-Neuve) dans le domaine technique et artistique de l'image en 1970. Durant son cursus, il commence à s'intéresser au genre documentaire mêlant récit du réel et écriture cinématographique empruntée à la fiction.

### Carrière
À l'issue de ses études, Jean Libon entre à la RTBF (la radio télévision belge de communauté française) où il ancrera toute sa carrière professionnelle (en Belgique comme en France, ses réalisations resteront attachées à une exploitation dans le cadre de la télévision de service public).
De 1970 et 1976, il travaille comme assistant image, puis comme cameraman sur de nombreux reportages, documentaires et fictions, notamment sur « Faits Divers » (série de films documentaires attachée au genre du « cinéma-vérité », créée par Pierre Manuel et Jean-Jacques Péché en 1968)[source insuffisante]. 
De 1977 à 1985, Jean Libon est reporter pour le magazine documentaire À Suivre, dirigé par Henri Mordant. Il y rencontre Marco Lamensch avec qui il sillonne le monde[source secondaire souhaitée]. 
En 1985, les deux hommes conçoivent la série documentaire Strip-tease. Ils reçoivent des prix pour Faut pas plonger (qui suit un couple de toxicomanes pendant 18 mois) et Les Russes attaquent à l’aube (une immersion dans le quotidien d'une caserne de l'armée belge en Allemagne)[Lesquels ?][réf. nécessaire]. L’émission sera diffusée chaque semaine en prime time sur la RTBF jusqu’en 2002.  
En parallèle, début 1990, les deux complices professionnels proposent une déclinaison française de Strip-tease à la productrice Véronique Frégosi. La chaîne France 3 adopte le concept et diffuse « le magazine qui vous déshabille » durant 20 ans à divers horaires. 
Ils mettent fin à l'émission sur la RTBF en 2002 et élaborent dans la foulée Tout ça (ne nous rendra pas le Congo). Jean Libon dirigera ce nouveau programme jusqu'à son départ à la retraite, fin 2011.
Après avoir assuré la coordination éditoriale et artistique d'environ 850 épisodes de Strip-tease, signés pour le petit écran par 130 réalisatrices et réalisateurs différents, il se consacre à développer la production de la série documentaire pour le cinéma[source secondaire souhaitée].

## Filmographie

### Télévision
Cette section ne s'appuie pas, ou pas assez, sur des sources secondaires ou tertiaires indépendantes du sujet. Le texte peut contenir des analyses inexactes ou inédites de sources primaires.
Pour l'améliorer, ajoutez-en, ou placez des modèles {{Source secondaire souhaitée}} ou {{Source secondaire nécessaire}} sur les passages mal sourcés. (février 2024)
Sélection
- 1984 : Pousse la nana et mouds le café, réalisé avec Marco Lamensch (23 min)
- 1985 : Faut pas plonger, réalisé avec Marco Lamensch (56 min)
- 1985 : L'arche de Zoë, réalisé avec Marco Lamensch (16 min)
- 1985 : Michaël et Jackson, réalisé avec Marco Lamensch (13 min)
- 1985 : Président, montre-nous tes c..., réalisé avec Marco Lamensch (13 min)
- 1985 : Le grand soir (élections), réalisé avec Marco Lamensch (13 min)
- 1985 : Le théâtre de la biche, réalisé avec Marco Lamensch (13 min)
- 1985 : Couplets de mouflets (9 min)
- 1986 : La double vie de Baris Manço, ouvrier turc, réalisé avec Marco Lamensch (13 min)
- 1986 : Strip-Tease de fête !, émission spéciale nouvel an, réalisation collective (45 min)
- 1987 : Devenir mannequin, réalisé avec Marco Lamensch (14 min)
- 1988 : Rouquins rouquines, réalisé avec Marco Lamensch (12 min)
- 1988 : O nom d'Odieu, réalisé avec Marco Lamensch (14 min)
- 1989 : La banquière, réalisé avec Marco Lamensch (14 min)
- 1990 : La piqûre d'amour, réalisé avec Marco Lamensch (13 min)
- 1992 : La Guerre du Golfe, réalisé avec Marco Lamensch (14 min)
- 1992 : Un amour de Raphael, réalisé avec Olivier Lamour (12 min)
- 1994 : Petit Papa Boël, réalisé avec Marco Lamensch (54 min)
- 2002 : Nous n'irons plus au bois, réalisé avec Philippe Dutilleul et Marco Lamensch (55 min)

### Cinéma
- 2017 : Ni juge, ni soumise, réalisé avec Yves Hinant, produit par Bertrand Faivre / Le Bureau - Durée 1 h 40 min
- 2021 : Poulet-frites, réalisé avec Yves Hinant, produit par Bertrand Faivre / Le Bureau - Durée 1 h 43 min

### Édition DVD
- Direction de la collection DVD « Strip-Tease » / MK2 (avec M. Lamensch)

## Distinctions
Cette section ne s'appuie pas, ou pas assez, sur des sources secondaires ou tertiaires indépendantes du sujet. Le texte peut contenir des analyses inexactes ou inédites de sources primaires.
Pour l'améliorer, ajoutez-en, ou placez des modèles {{Source secondaire souhaitée}} ou {{Source secondaire nécessaire}} sur les passages mal sourcés. (février 2024)
- Prix de la Communauté des Télévisions Francophones Monte-Carlo 1984 pour Les Russes attaquent à l'aube dans la catégorie « Les journalistes et le pouvoir ».
- Antenne de Cristal - Union des Critiques Radio/TV décerné au documentaire Les Russes attaquent à l'aube en 1984.
- Prix du Journalisme Audiovisuel à Bruxelles en 1986
- Prix de la Communauté des Télévisions Francophones - Montréal 1987
- Sélectionné à l'INPUT (International Public Télévision Screening Conference) en 1987, 1988, 1989, 1990, 1998.
- Sept d'Or du meilleur Magazine de Société attribué à Strip-tease - France 1996
- Sept d’Or du meilleur Générique pour le magazine Strip-tease - France 1999
- Sept d’Or du meilleur Magazine Documentaire  attribué à Strip-tease - France 2000
- Prix du Journalisme à l’ensemble de l’équipe Strip-tease décerné par le Parlement de la Communauté française - Belgique 2002
- Sept d’Or de la meilleure Série Documentaire  - France 2003
- Prix au FIPA du magazine documentaire pour Tout ça (ne nous rendra pas le Congo) diffusé sur la RTBF en 2005 et en 2006
- Euro Fipa d’honneur remis pour l’ensemble de leur carrière, « au service d’une télévision créative et impertinente » au duo Libon-Lamensch lors de la 25e édition du Festival international de Programmes audiovisuels (FIPA) - France 2012.
- Amphore d’or (prix du meilleur film) et amphore du peuple (prix du public) en 2017 Festival international du film grolandais de Toulouse, dit le Fifigrot décerné au film documentaire Ni juge ni soumise.
- Césars du meilleur film documentaire décerné à Ni juge ni soumise lors de la 44e cérémonie des César - France 2019
- Magritte du meilleur documentaire pour Ni juge ni soumise de Jean Libon et Yves Hinant lors de la 9e cérémonie des Magritte du cinéma en 2019[11]
- Grand prix cinéma pour Poulet frites, de Jean Libon et Yves Hinant, au 26e Festival Polar de Cognac - France 2021